# Pinguinus alfrednewtoni
Pinguinus alfrednewtoni är en utdöd fågel i familjen alkor inom ordningen vadarfåglar. Den beskrevs 1977 utifrån fossila lämningar från pliocen funna i North Carolina, USA.